# Rayville
Rayville – miasto w Stanach Zjednoczonych, w stanie Luizjana, siedziba administracyjna parafii Richland.